# Леон (филм)
Вижте пояснителната страница за други значения на Леон.
„Леон“ (на английски: Léon) е френски филм от 1994 година, екшън трилър, режисиран от Люк Бесон по негов собствен сценарий.

## Сюжет
В „Малката Италия“, един от кварталите на Ню Йорк, живее Леон – професионален убиец, който работи за мафиот на име „Стария Тони“. Животът му е зловещо монотонен – сън, храна и безкрайно „изпълнение на поръчки“, тоест поръчкови убийства. Леон не харчи пари нито за развлечения, нито за жени, а ги дава на Тони да му ги пази. Убиецът няма приятели и познати, а само вечнозелено растение, за което Леон трогателно се грижи. Семейство Ландо живее в съседство с Леон и от време на време убиецът се среща и общува малко с Матилда, 12-годишно момиче, което редовно е малтретирано от баща си и мащехата си и което постоянно напуска училище.
Бащата на Матилда, дребен наркодилър, получава голяма пратка кокаин за съхранение и от глупост и алчност решава да открадне част от „стоката“. Веднага следва тежко наказание. Корумпираният полицай Норман Стансфийлд, който работи в отдела за контрол на наркотиците и в същото време продава тези наркотици, заедно със своите помощници нахлува в апартамента на Ландо и убива цялото му семейство, включително четиригодишния брат на Матилда. Момичето случайно остава живо, защото преди това ужасно клане отива до магазина. Когато Матилда се връща, тя веднага разбира какво се е случило и почуква на вратата на апартамента на Леон. След дълго и болезнено колебание, убиецът все пак отваря вратата и спасява Матилда от сигурна смърт.
Момичето започва да живее с Леон. Тя го моли да се грижи за нея и да я научи на уменията си, тъй като иска да отмъсти за убийството на брат си. Първоначално Леон е обезпокоен от нейното присъствие и дори иска да я застреля в съня ѝ, но в крайна сметка започва да учи Матилда на „занаята“ на убиец. Тя от своя страна пазарува, чисти апартамента му и учи Леон да чете. Постепенно Матилда се влюбва в убиеца, но той не ѝ отвръща със същото. Един ден Матилда натъпква чанта с оръжия от колекцията на Леон и отива в полицейското управление, за да убие Стансфийлд, но злодеят я примамва в капан и разбира защо тя го преследва. В същото време Леон намира бележка от Матилда, в която тя очертава своя план за отмъщение, и се втурва на помощ. Той бързо прониква в сградата на полицията, убива двама от подчинените на Стансфийлд и освобождава Матилда.
Разгневеният Стансфийлд идва при Тони, бие го жестоко и настоява той да разкрие местонахождението на Леон. Първоначално Тони отказва, но когато Стансфийлд заплашва да убие мафиотското семейство, Тони се предава и разказва всичко. Полицията започва издирване на Матилда и Леон. Когато момичето се връща у дома от бакалията, полицейските командоси я залавят и се опитват да проникнат в апартамента на Леон. Но не без причина Леон е смятан за един от най-добрите убийци в Ню Йорк. Той успява да убие куп полицаи и да изтръгне Матилда от ръцете им. В отговор полицията открива мощна стрелба, превръщайки апартамента в решето, докато Леон пробива с брадва дупка във вентилационната шахта в кухнята и помага на момичето да избяга. На раздяла Леон признава любовта си към Матилда и я праща при Тони. По това време полицията, осъзнавайки, че пистолетите и картечниците са безсилни срещу убиеца, стреля по апартамента с гранатомет, взривявайки всичко на парчета.
Преоблеченият в полицейска униформа Леон обаче почти успява да излезе от сградата. Но Стансфийлд, който разпознва Леон, го застрелва в гръб. Триумфиращият Стансфийлд се навежда над умиращия Леон, който подава малък пръстен в ръката му и казва, че е „подарък от Матилда“. Стансфийлд отваря ципа на бронежилетката на Леон и разбира, че той държи предпазителя на една от гранатите, с които е опасан Леон. Следва ужасна експлозия, която убива и Леон, и Стансфийлд.
Матилда отива при Тони и научава за смъртта на приятеля си. Тя се опитва да убеди Тони да я наеме като наемен убиец, но Тони категорично отказва и нарежда на Матилда незабавно да се върне на училище и да продължи да учи. Парите, които Леон събираше при Тони, сега принадлежат на Матилда и Тони ѝ казва, че веднъж месечно ще ѝ дава малка сума, докато навърши пълнолетие. В училище Матилда честно разказва на директорката цялата история и директорката, шокирана от нейната история, все пак приема Матилда обратно. След като Матилда отива на полето близо до училището и след като изкопава малка дупка, засажда стайното растение на Леон, така че най-накрая да „пусне корени“ и да намери покой.

## Актьорски състав
| Актьор           | Роля                                                                   |
| ---------------- | ---------------------------------------------------------------------- |
| Жан Рено         | Леон – наемен убиец от висок клас                                      |
| Натали Портман   | Матилда Ландо – момиче сираче, приятелка на Леон                       |
| Гари Олдман      | Норман Стансфийлд – корумпиран полицай, замесен в търговия с наркотици |
| Дани Айело       | Тони – италиански мафиот, покровител на Леон                           |
| Майкъл Бадалуко  | бащата на Матилда                                                      |
| Елън Грийн       | Марджи Ландо – мащехата на Матилда                                     |
| Елизабет Реген   | по-голямата сестра на Матилда                                          |
| Карл Матусович   | малкият брат на Матилда                                                |
| Willi One Blood  | 1-ви човек на Стансфийлд                                               |
| Кийт Гласко      | Бени – помощник на Стансфийлд                                          |
| Питър Апел       | Малки – помощник на Стансфийлд                                         |
| Адам Буш         | Маноло – помощник на Стансфийлд                                        |
| Джоузеф Малерба  | полицейски командос                                                    |
| Мейвен Льо Беско | „Русото бебе“                                                          |
| Джордж Мартин    | рецепционист в хотела                                                  |
| Жан-Хюг Англад   | себе си                                                                |

## Интересни факти
- Според Жан Рено, той е избрал да изиграе Леон сякаш е „малко умствено изостанал“ и емоционално депресиран.
- Сцената, в която Стансфийлд разказва на бащата на Матилда за своето възхищение от творчеството на Бетовен, е напълно импровизирана. Сцената е заснета няколко пъти и всеки път Гари Олдман импровизира по нов начин.
- Това е дебютният филм на Натали Портман, тя е на 11 години по време на снимките.
- Актьорът Кийт Гласко, който играе Бени, по-късно става пожарникар в Ню Йорк и трагично загива при терористичната атака срещу кулите на Световния търговски център на 11 септември 2001 г.
- По време на тестовите прожекции в Лос Анджелис, публиката реагира изключително негативно на кратката сцена, в която Матилда моли Леон да бъде неин любовник, и затова продуцентът Патрис Леду и режисьорът Люк Бесон решават да изрежат сцената за „обикновената“ версия на филма.
- В интервю от 2005 г. Натали Портман си спомня как е трябвало да тренира да „плаче по команда“ по време на снимките. По време на първата си емоционална сцена, когато Матилда намира семейството си мъртво и отива до вратата на Леон за помощ, Портман не може да заплаче. Люк Бесон решава този проблем просто, но жестоко – в очите на младата актриса капват ментово масло и сълзите потичат. Това обаче е толкова болезнено и неприятно, че в бъдеще Портман няма проблеми със сълзите. Натали се страхува, че отново ще сложат масло в очите ѝ и затова послушно започва да плаче по команда на режисьора.
- Родителите на Натали Портман са много притеснени от сцените във филма, когато героинята ѝ трябва да пуши в кадър. Разработен е специален договор само за пет сцени на пушене, в които са взети предвид всички нюанси. Например на Портман е строго забранено да вдишва или издишва всякакъв вид „дим“, докато „пуши“.
- Според продуцента Патрис Леду, Люк Бесон започва филма почти случайно. Бесон работи върху напълно различен филм – „Петият елемент“, но продукцията се забавя поради графика на Брус Уилис. Вместо да освободи снимачния екип, Бесон заснема „Леон“. Написването на сценария му отнема само 30 дни, а самите снимки продължават само 90 дни.
- В оригиналния сценарий Матилда, която е на 13 – 14 години, и Леон стават любовници. Поради натиск от страна на родителите на Натали Портман, Люк Бесон променя сценария, като премахва тази част от историята.
- Всички интериорни сцени са заснети в Париж, а всички екстериорни са заснети в Ню Йорк. Последната сцена в училище е заснета в Технологичния институт „Стивънс“ в Хоубоукън, Ню Джърси.
- Натали Портман казва, че сцената, в която тя се облича като Мерилин Монро, е вдъхновена от сцена, която е видяла в „Света на Уейн“ (1992). Актрисата признава, че по времето, когато се снима „Леон“, тя не е гледала нито един филм с участието на Монро.
- Идеята да заснеме този филм хрумва на Люк Бесон, докато работи върху предишния си филм „Никита“ (1990). Там, в края на филма, се появява Виктор „Чистачът“ – бърз и безмилостен убиец, който се „справя“ с последствията от провалената мисия на Никита. Осъзнавайки, че потенциалът на този герой е недостатъчно използван, Бесон решава да създаде отделна история, която се фокусира върху заниманията на такъв герой. Затова си приличат дори на външен вид – и Виктор, и Леон се появяват облечени в дълго вълнено палто, слънчеви очила и плетена шапка.
- Композиторът Ерик Сера пише песента „The Experience Of Love“ за края на филма, но режисьорът решава да използва „Shape of My Heart“ на Стинг вместо това. Песента обаче „не се изгуби“, тъй като Сера я използва в следващия филм за Джеймс Бонд – „Златното око“.
- Според актрисата Мейвен Льо Беско, част от филма се основава на романтичната ѝ връзка с режисьора Люк Бесон. Льо Беско (която играе русата проститутка в началото на филма) е била сгодена за режисьора по време на заснемането на филма. Льо Беско среща Бесон, когато тя е на 11 години, и се влюбва в него, когато е на 15 (Бесон е на 32 по това време).
- Лекарството, което Стансфийлд приема, е зелено-жълта капсула, наречена „Либриум“. Това е анксиолитично лекарство от групата на бензодиазепините, предназначено за лечение на неврози и психопатии.
- През 2012 г. британската инди рок група Alt-J издава песента „Matilda“, вдъхновена от този филм.
- В интервю за списание „Playboy“ през 2014 г. Гари Олдман казва, че в сцената, когато героят му иска да извика цялата полиция за помощ и диво крещи „Everyone!“ („Всички!“), е импровизация: „В началото просто казах тази фраза с нормален глас. Но това предизвика само смях на режисьора. И тогава аз го изкрещях възможно най-силно и това беше кадърът, който влезе във филма.“
- В оригиналния сценарий Леон случайно влиза в банята, докато Матилда си взима душ.
- Според Люк Бесон ролята на Леон винаги е била предназначена за Жан Рено и за никой друг.
- В този филм, който излиза през 1994 г., убиецът и психопат Стансфийлд е буквално обсебен от творчеството на Лудвиг ван Бетовен, а през същата година Гари Олдман играе великия композитор в „Безсмъртна любима“.
- Норман Стансфийлд е въоръжен с модифициран револвер Smith & Wesson 629 Snub Nose Combat .44 Magnum. Това е много рядко оръжие, тъй като в края на 1980-те години в света са произведени само 5000 от тези револвери.
- Героят, изигран от Willi One Blood, е наречен „1st Stansfield Man“ в надписите, но във филма Малки го нарича „Willi“, а Стансфийлд го нарича „Blood“, като по този начин използва части от истинското име на актьора.
- В този филм една от първите си роли играе френският актьор Сами Насери, световно известен с ролята си на Даниел Моралес (в поредицата „Такси“). Насери е на снимачната площадка само десетина дни и играе един от полицейските командоси.
- Във филма участват едновременно трима актьори, чиято кинематографичната съдба мистериозно е свързана с трагедията на президента Джон Ф. Кенеди. Натали Портман играе съпругата му в „Джаки“ (2016), Гари Олдман играе Лий Харви Осуалд, убиецът на президента, в „Джей Еф Кей“ (1991), а Дани Айело играе Джак Руби, който убива Осуалд в „Руби“ (1992).
- Пистолетите, които Леон използва във филма, са Beretta 92FS с добавени компенсатори AL-GI-MEC. В някои сцени той завинтва заглушители към тях.
- Когато избира актриса за ролята на Матилда, Бесон разглежда около 2000 млади актриси и отхвърля почти всички кандидатки. Натали Портман е в този списък, но кастинг директорът отхвърля кандидатурата ѝ още преди прослушванията, смятайки я за твърде млада – по това време Портман е само на 10 години. Сред кандидатите са и актрисата Кристина Ричи, и Лив Тайлър, която е на 15 години и се смята за твърде „стара“ за ролята. Почти година по-късно Люк Бесон, след като не намира кандидат за ролята на Матилда, преглежда отново въпросниците и отново кани Портман. В резултат на това Портман се явява на прослушване през март 1993 г. Бесон казва на Натали: „Представете си, че цялото ви семейство е убито, но вие съжалявате само за по-малкия си брат“. Режисьорът знае, че Портман е единственото дете в семейството и смята, че няма да успее, но Натали бързо се разплаква истински и веднага е одобрена за ролята на Матилда.
- Кодът, който Леон дава на Матилда, когато тя отива да купи мляко, е две почуквания, след това едно, след това отново две почуквания. 212 е телефонният код на Манхатън, където се развива последната история.
- По време на снимките на епизода, в който Леон и Матилда се скриват в апартамента, много полицейски коли и актьори статисти, облечени в униформи на полицията на Ню Йорк, са се събрали на улицата. В това време от близък магазин излиза мъж, който току-що го е ограбил. Когато нещастният крадец вижда толкова много коли и „ченгета“, той веднага хвърля плячката и се предава на актьорите „ченгета“.
- В края на филма Леон моли Матилда да спре да ругае. Самият Леон не ругае нито веднъж през целия филм.
- Във финалната сцена Матилда изнася любимото растение на Леон на откритото поле зад училището за момичета, вярвайки, че то ще пусне корени и ще се превърне в жив символ на паметта му. Но Матилда не знае, че това китайско вечнозелено растение (с научно име Aglaonema) не може да оцелее в студен климат и ще умре след първата слана.

## Филмови версии
Има две версии на филма: обикновена версия и разширена версия, която има 25 минути допълнителни сцени. Наричат я още „режисьорска“ (или „международна“), но Люк Бесон нарича обикновената версия на режисьора, а втората – „разширена версия“. За първи път „разширената версия“ е показана по кината през лятото на 1996 г. във Франция. Разширената версия на филма съдържа следните епизоди:
- Матилда излъгва Леон, че е на 18 години.
- Матилда заплашва да се застреля и играе на „руска рулетка“, искайки да разбере истинските чувства на Леон към нея: „Искам любов или смърт.“
- Обучаване на Матилда на уменията на наемен убиец: запечатване на шпионката с дъвка и проникване в апартамента на наркодилър.
- Пътуване до ресторант за „отпразнуване“ на първия „случай“, при което Матилда се напива от шампанско и се опитва да целуне Леон.
- Съвместно пътуване до Тони, при което Леон казва, че ще работят заедно с Матилда.
- Поредица от съвместни „посещения“ на наркодилъри в собствените им апартаменти по добре отработена схема. По време на една от тези „операции“ зад вратата се чуват изстрели, Леон спасява Матилда, хвърля граната през вратата и връчва на Матилда пръстена от предпазителя, наричайки го „Трикът с пръстена“.
- Разговор, в който Матилда предлага на Леон да правят секс, но той отказва и разказва историята на нещастната си любов, която го принуждава да напусне Италия на 19 години и да се премести в Ню Йорк.
- Матилда слага Леон да спи на легло (той има професионален навик да спи седнал на фотьойл) и тя ляга до него.